# 31491 Demessie
31491 Demessie este un asteroid din centura principală de asteroizi.

## Descriere
31491 Demessie este un asteroid din centura principală de asteroizi. A fost descoperit pe 10 februarie 1999 la Socorro, New Mexico, în cadrul proiectului LINEAR. Asteroidul prezintă o orbită caracterizată de o semiaxă mare de 2,46 ua, o excentricitate de 0,01 și o înclinație de 3,1° în raport cu ecliptica.